# یقین علی تپه
یقینعلی‌تپه یا یاغلان‌تپه، روستایی از توابع بخش مرکزی شهرستان میاندوآب در استان آذربایجان غربی ایران است.

## جمعیت
این روستا در دهستان مرحمت‌آباد قرار دارد و براساس سرشماری مرکز آمار ایران در سال ۱۳۸۵، جمعیت آن ۱٬۸۱۶ نفر (۴۶۷خانوار) بوده‌است.